# Тихоокеанские силы морской пехоты США
Тихоокеанские силы морской пехоты США (англ. Marine Forces Pacific, MARFORPAC) — командный элемент Корпуса морской пехоты США входящий в состав Тихоокеанского командования Вооружённых сил США. Являются самой крупной командной структурой в составе Корпуса морской пехоты. Штаб базируется на военной базе морской пехоты Кэмп-Смит (Гавайи).
Состоит из 1-го и 3-го экспедиционных соединений морской пехоты. Каждое соединение включает в себя части управления, сухопутные подразделения (1-я и 3-я дивизии морской пехоты), авиационные формирования (1-е и 3-е авиационные крылья морской пехоты) и тыловые службы (1-я и 3-я группы тылового обслуживания морской пехоты).

## Задачи
Как составной элемент Тихоокеанского командования США, отвечает за поддержку и обеспечение войск, а также планирование операций в тихоокеанском регионе или в другом месте, где это потребуется. Многолетние миссии MARFORPAC включают в себя поддержку региональных усилий по сотрудничеству, а также защиту Республики Корея (через подчинённую командную структуру MARFORK) и Японии. Также они предоставляют свои боевые единицы для поддержки операций «Иракская свобода» и «Несокрушимая свобода».